# Cristina Bontaș
Cristina Bontaș (n. 5 decembrie 1973, Ștefan cel Mare, România) este o antrenoare și o fostă gimnastă română de talie mondială medaliată la Jocurile Olimpice de vară din 1992 (Barcelona, Spania).

## Biografie
Cristina a început gimnastica la vârsta de 6 ani, la clubul sportiv CSS Onești. A fost descoperită și antrenată de Mihail și Dorina Săndulescu, iar când a ajuns la lotul de senioare de la Deva a continuat să fie antrenată de Mihail Săndulescu, precum și de Octavian Belu. A fost antrenată în perioada junioratului și de Nadia Comăneci, înainte ca aceasta să părăsească țara.
Cristina a fost surpriza Campionatelor Mondiale din 1989 (Stuttgart, Republica Federală Germania) reușind să termine înaintea Danielei Silivaș, dar în urma trioului de gimnaste din Uniunea Sovietică (Boguinskaia, Laschenova și Strazheva). Deși Campionatele Mondiale din 1989 au reprezentat lansarea ei pe scena gimnasticii internaționale, ea aștepta acest moment de ceva vreme. La Jocurile Olimpice de vară din 1988 de la Seul nu a participat, fiind doar rezervă și nu a făcut deplasarea.
Continuă ascensiunea ei ca lider al echipei de gimnastică a României, preluând rolul de la Daniela Silivaș care se retrage în 1991.
La Campionatele Mondiale din 1991 (Indianapolis, SUA), Cristina nu a dezămăgit reușind să câștige medalia de bronz la individual compus și medalia de aur la sol, la egalitate cu gimnasta rusă Oksana Chusovitina. Era pentru a treia oară consecutiv când două gimnaste din România și Uniunea Sovietică terminau la egalitate, pe primul loc în concursul de la sol, la Campionatul Mondial (în 1987 Yelena Shushunova (URSS) și Daniela Silivaș iar în 1989 Svetlana Boguinskaia (URSS) și Daniela Silivaș).
La Jocurile Olimpice de vară din 1992 de la Barcelona (Spania) era de așteptat ca să fie lidera echipei. Deși a reușit să se plaseze pe un respectabil loc patru la individual compus și pe locul trei la sol, a fost colega ei de echipă, Lavinia Miloșovici cea care a strălucit la Barcelona, reușind să câștige medalia de bronz la individual compus și medaliile de aur la sărituri și sol.
După Jocurile Olimpice de vară din 1992, Cristina se mută pentru o scurtă perioadă la Milano (Italia) apoi revine în România și se înscrie la Institutul de Educație Fizică și Sport. După terminarea studiilor se dedică activității de antrenor.
În 1998 se căsătorește cu Gabriel Tânțaru și au împreună doi copii, Elisa Raluca (n. 1999) și Eric (n. 2002).  În septembrie 2003, Cristina și soțul ei deschid propriul lor club de gimnastică, World Class Gymnastics Arhivat în 6 mai 2007, la Wayback Machine. în Hamilton, Canada.

## Palmares
| An   | Competiție                                                     | Echipe | I C | Săr | P I | Bâr | Sol |
| ---- | -------------------------------------------------------------- | ------ | --- | --- | --- | --- | --- |
| 1988 | Campionatele Europene de Juniori                               |        | 3   | 5   |     |     | 7   |
| 1989 | Campionatele Internaționale ale României                       |        | 2   | 3   | 2   |     | 2   |
| 1989 | Campionatele Mondiale (Stuttgart, Republica Federală Germania) | 2      | 4   | 2   |     |     | 3   |
| 1989 | Campionatele Europene                                          |        | 9   | 3   |     |     | 3   |
| 1990 | Campionatele Europene                                          |        | 7   | 2   | 7   |     | 7   |
| 1990 | Campionatele Naționale                                         |        | 1   |     |     |     |     |
| 1990 | Cupa Mondială                                                  |        | 6   | 3   | 7   | 3   | 7   |
| 1991 | Campionatele Europene                                          |        | 9   |     |     |     |     |
| 1991 | Campionatele Mondiale (Indianapolis, SUA)                      | 3      | 3   | 4   | 7   | 8   | 1   |
| 1992 | Jocurile Olimpice (Barcelona, Spania)                          | 2      | 4   |     |     | 4   | 3   |

Legendă: Echipe = Echipe, I C = individual compus, Săr = sărituri, P I = paralele inegale, Bâr = bârnă, Sol = sol